# Mocius
Mocius (Mo-c', čínsky 墨子 pchin-jin Mòzǐ, 470–391 př. n. l.) byl čínský filosof období válčících států, který odmítal některé Konfuciovy doktríny. Ve své době vytvořil vlastní školu a kritizoval zejména konfuciánské lpění na obřadech. Hlásal prostotu a jednoduchost, lidé měli jednat tak, aby zůstali věrní společnosti. Několik generací po jeho smrti se jeho učení rozpadlo, převládl tradiční konfucianismus.

## Filozofie
Mocius byl velmi nespokojený zejména z pohřebních obřadů, které kladl jako ukázku nesmyslnosti konfuciánských ceremonií.
| „ | Pohřeb zcela obyčejného muže by vyčerpal veškeré prostředky jeho rodiny. V případě smrti lenního pána by byla vyprázdněna státní pokladnice, aby jeho tělo mohlo být obklopeno zlatem, nefrity a perlami a hrobka naplněna štůčky hedvábí a dvojkolými vozíky. | “ |

Za organizaci takových obřadů navíc konfuciánští učenci dostávali poplatky, což Mocius považoval za neslučitelné s atmosférou pohřbu. Jeden člověk by neměl vydělávat na smrti druhého. Hlásal, že lidé by měli konat věci prospěšné státu a společnosti. Měli by chodit oblečeni vhodně, ale ne příliš extravagantně. Měli by jíst jednoduchou stravu a žít v prostých domcích. Na rozdíl od Konfucia považoval hudbu za zbytečné plýtvání lidskou energií. Také nesouhlasil s prioritou některých rodinných vztahů. Zdůrazňoval, že to vede k rozbourávání principu „všeobecné lásky“. Tato filosofie za jeho života získala mnoho následovníků, ale později nedokázala obstát proti tradičnímu konfucianismu.